# François Marty
Gabriel Auguste François Marty (Pachins, 18 maggio 1904 – Villefranche-de-Rouergue, 16 febbraio 1994) è stato un cardinale e arcivescovo cattolico francese.

## Biografia
Nacque a Pachins, frazione del comune di Vaureilles, da una famiglia di agricoltori. Si fece chiamare François, nonostante il suo primo nome fosse Gabriel, per evitare l'omonimia con un compagno di classe.
Studiò al seminario di Rodez e poi all'Institut Catholique di Tolosa.
Fu ordinato presbitero il 28 giugno 1930 e si dedicò all'attività pastorale nella diocesi di Rodez, fino al 1951, quando fu nominato vicario generale.
Il 1º febbraio 1952 fu nominato vescovo di Saint-Flour e consacrato vescovo il 1º maggio dello stesso anno nella cattedrale di Rodez da Marcel-Marie Dubois, vescovo di Rodez, co-consacranti Aimédée-Alexis-Marie Maisonobe, vescovo di Belley e Alfred Coudere, vescovo di Viviers. Il 14 dicembre 1959 fu promosso arcivescovo titolare di Emesa e arcivescovo coadiutore di Reims. Succedette all'arcivescovo di Reims il 9 maggio 1960. Fu anche prelato della Missione di Francia dal 22 febbraio 1965 al 15 luglio 1968 e poi lo sarà nuovamente dal 6 maggio al 25 novembre 1975.
Fu vicepresidente della Conferenza episcopale francese dal 31 maggio 1966 al 26 maggio 1969, quando divenne presidente; mantenne l'incarico fino al 24 ottobre 1975. In questa veste applicò la riforma liturgica seguita al Concilio Vaticano II in modo drastico, imponendo obbligatoriamente e in modo esclusivo a partire dal 1º gennaio 1970 la nuova forma del rito e soltanto in lingua francese.
Intanto, il 26 marzo 1968 era stato nominato e arcivescovo di Parigi.
Papa Paolo VI lo elevò al rango di cardinale nel concistoro del 28 aprile 1969. Il 30 aprile dello stesso anno ricevette il titolo di San Luigi dei Francesi. 
Dopo l'incontro tenutosi l'11 aprile 1969 nel convento del Divino Maestro ad Ariccia, fu protagonista di una serie di strette di mano pubbliche fra alti prelati e capi della Massoneria.
Partecipò ad entrambi i conclavi del 1978, che elessero papa Giovanni Paolo I e papa Giovanni Paolo II.
Morì all'età di 89 anni in un incidente stradale: con la sua Citroën 2CV restò intrappolato in un passaggio a livello e fu investito da un treno. Fu sepolto nel cimitero di Pachins, accanto ai suoi genitori.

## Genealogia episcopale e successione apostolica
La genealogia episcopale è:
- Cardinale Scipione Rebiba
- Cardinale Giulio Antonio Santori
- Cardinale Girolamo Bernerio, O.P.
- Arcivescovo Galeazzo Sanvitale
- Cardinale Ludovico Ludovisi
- Cardinale Luigi Caetani
- Cardinale Ulderico Carpegna
- Cardinale Paluzzo Paluzzi Altieri degli Albertoni
- Papa Benedetto XIII
- Papa Benedetto XIV
- Papa Clemente XIII
- Cardinale Marcantonio Colonna
- Cardinale Giacinto Sigismondo Gerdil, B.
- Cardinale Giulio Maria della Somaglia
- Cardinale Carlo Odescalchi, S.I.
- Vescovo Eugène de Mazenod, O.M.I.
- Cardinale Joseph Hippolyte Guibert, O.M.I.
- Cardinale François-Marie-Benjamin Richard de la Vergne
- Vescovo Marie-Prosper-Adolphe de Bonfils
- Cardinale Louis-Ernest Dubois
- Cardinale Georges-François-Xavier-Marie Grente
- Arcivescovo Marcel-Marie-Henri-Paul Dubois
- Cardinale Gabriel Auguste François Marty

La successione apostolica è:
- Vescovo Raymond-Marie-Joseph de La Moureyre, C.S.Sp. (1959)
- Arcivescovo Marius-Félix-Antoine Maziers (1960)
- Cardinale Jean Guénolé Louis Marie Daniélou, S.I. (1969)
- Cardinale Roger Marie Élie Etchegaray (1969)
- Vescovo Michel Marie Paul Saudreau (1974)
- Vescovo Jean Rémond (1975)
- Arcivescovo Georges Edmond Robert Gilson (1976)
- Vescovo Cyriaque Siméon Obamba (1977)
- Arcivescovo Emile Marcus, P.S.S. (1977)
- Vescovo Norbert Jules François Calmels, O.Praem. (1978)
- Cardinale Paul Joseph Jean Poupard (1979)
- Cardinale Jean-Marie Lustiger (1979)